# Ильница разноцветная
Ильница разноцветная (лат. Eristalis intricarius) — европейский вид мух-журчалок из подсемейства Eristalinae.

## Распространение
Распространён в Западной Сибири и европейской части России, а также в Казахстане, Киргизии, Западной Европе и на Кавказе.

## Описание
Муха пользуется имитацией пчёл, а именно схожестью со шмелями. Брюшко в пушистых длинных волосках; как у шмелей. Среднеспинка между основаниями крыльев с широкой перевязью из чёрных волосков, по крайней мере у самки чёрные волоски есть над основанием крыльев. Усики красновато-бурые. Поверхностно схож с другим родом из этого же семейства с Merodon, но есть отличие в окрасе лапок. У рода Merodon лапки чёрные, а у шмелевидки лапки более бледные.

## Экология и местообитания
Этот вид населяет лесную и болотистую местности.

## Галерея

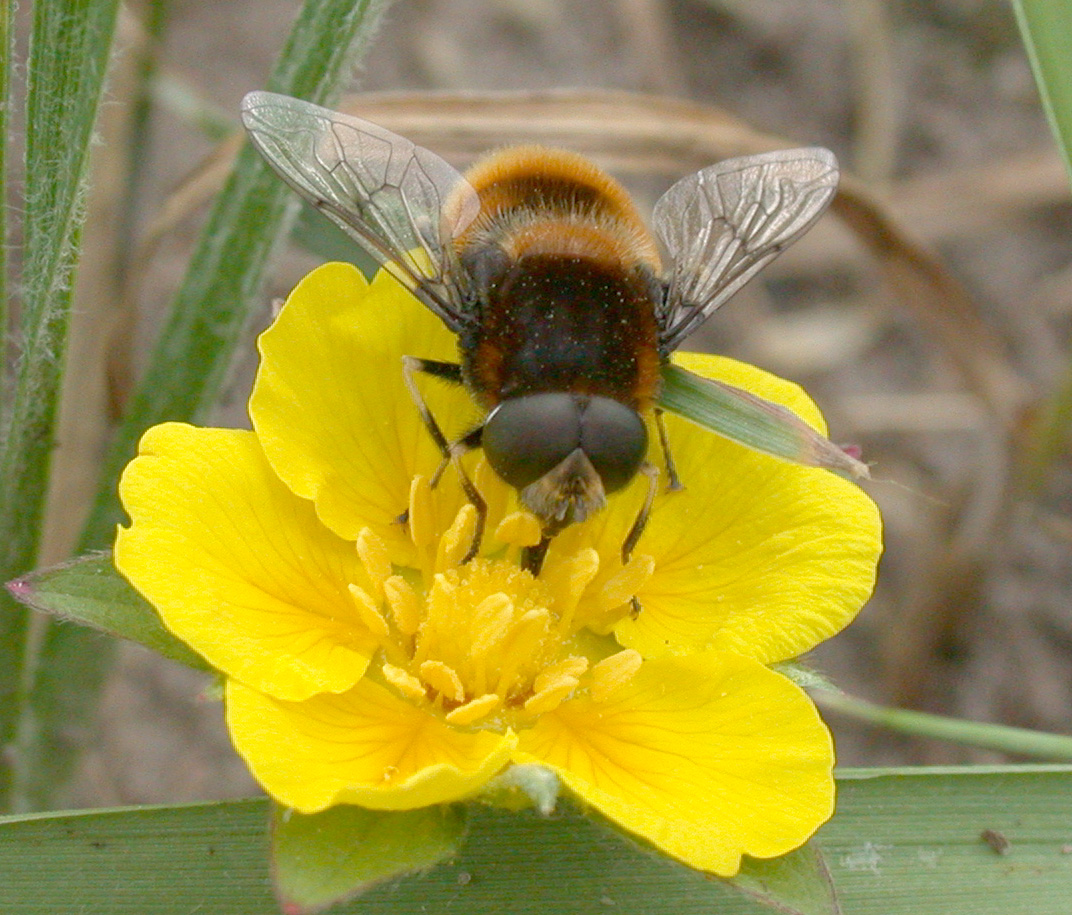
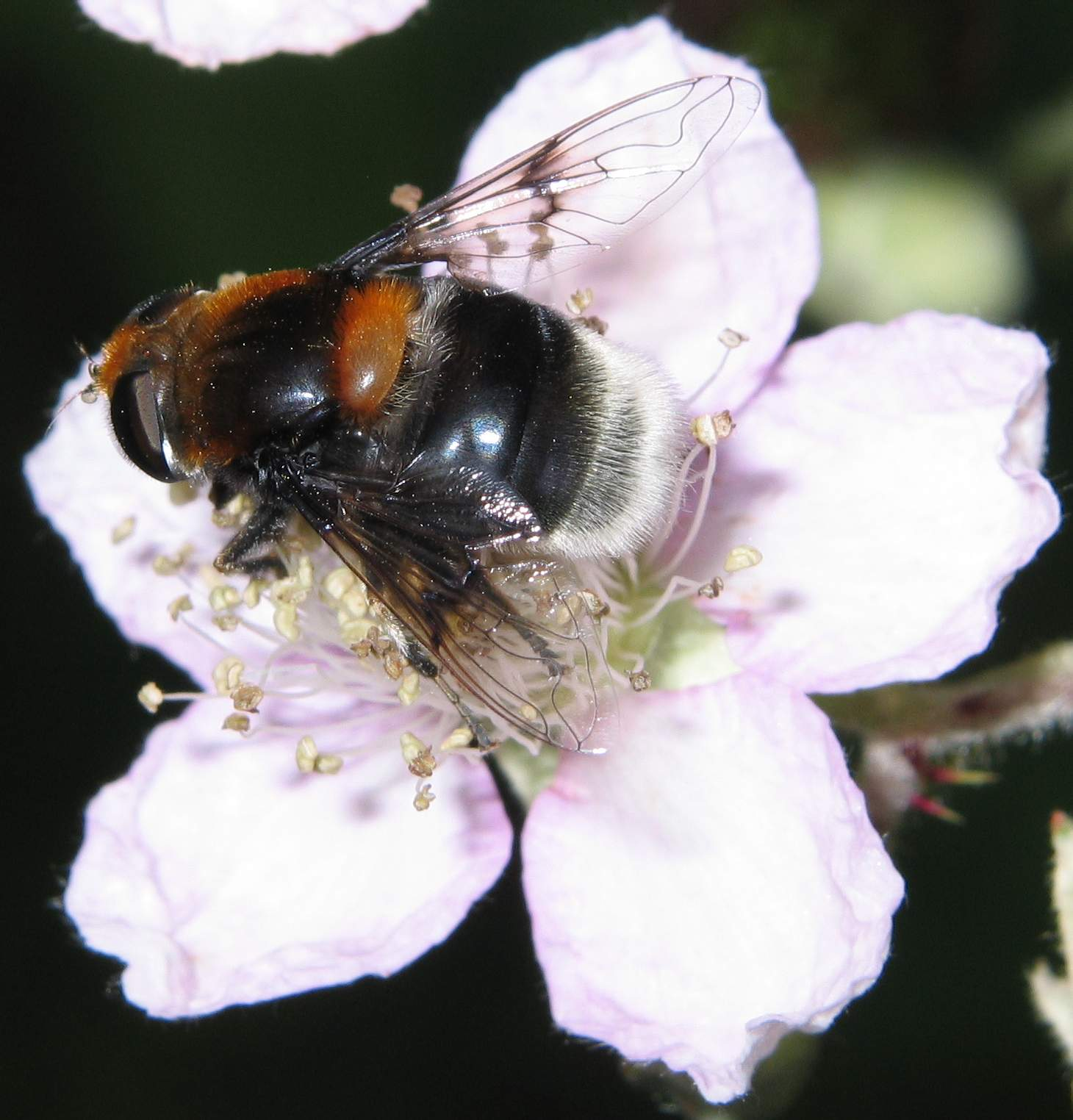